# 2010년 동계 올림픽 성화 봉송

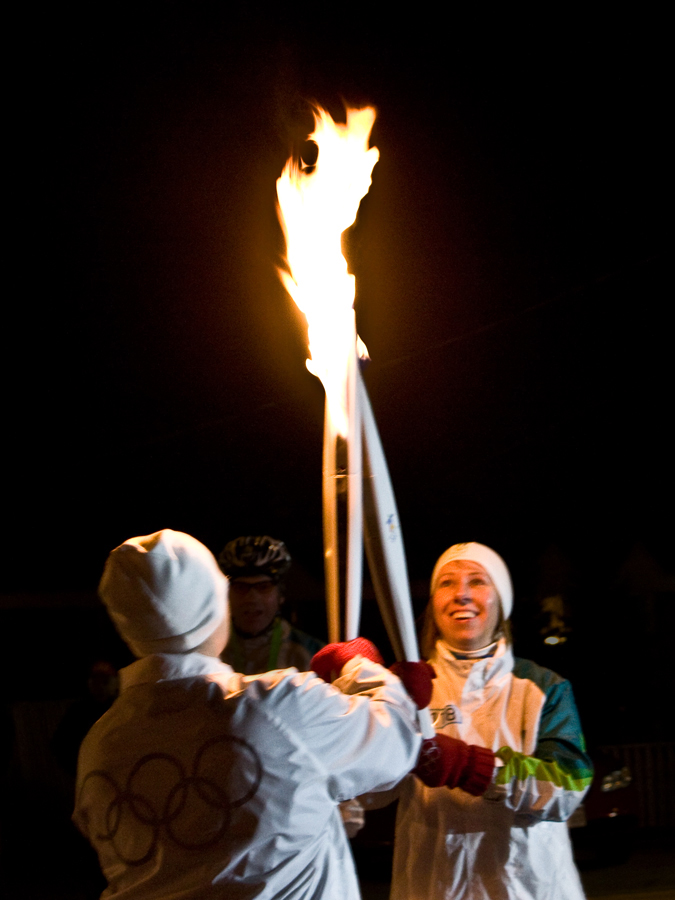
2009년 11월 23일, 성화가 멍크턴에서 봉송되고 있다.

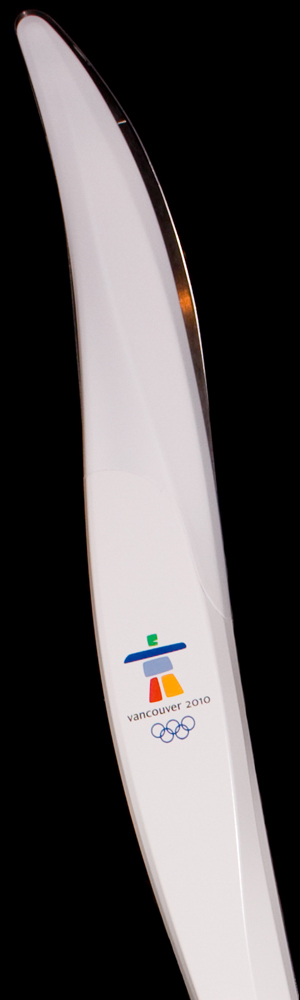
2010년 동계 올림픽의 성화의 확대 화면.

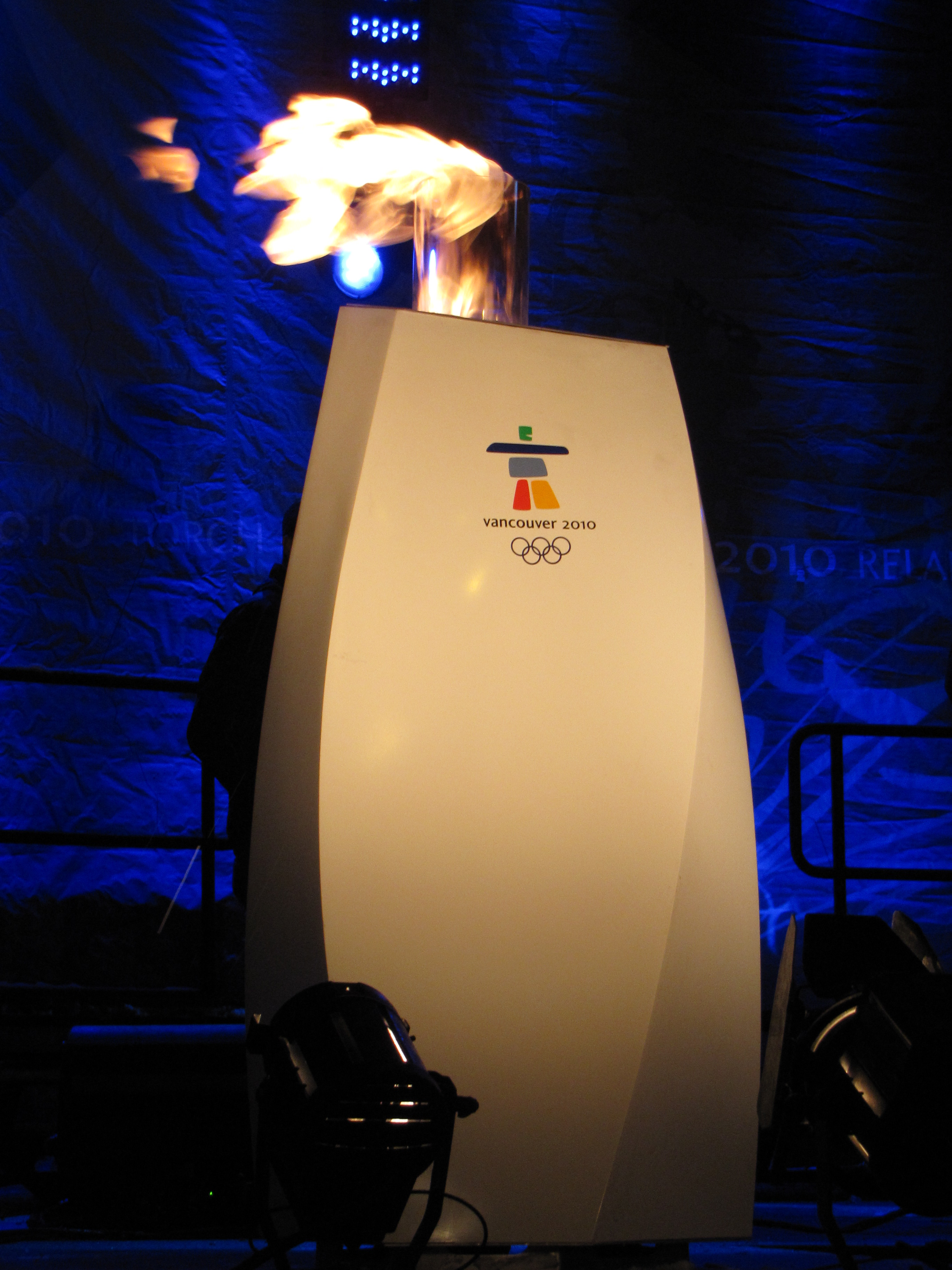
성화의 간이 점화.

2010년 동계 올림픽 성화 봉송은 2009년 10월 30일부터 2월 12일까지 106일 동안 진행되었다. 계획은 2008년 11월 21일에 밴쿠버 동계 올림픽 조직위원회(VANOC)가 발표하였다. 조직위원회는 처음에 2008년 6월로 공지했지만, 그러나 몇몇 지역은 안전을 이유로 발표되지 않았다. 정확한 봉송은 성화 봉송 하기 수 주 전에 발표되었다.
올림픽 성화 봉송에서 사용되는 성화는 2009년에 죽은 레오 옵스트바움에 의해 디자인되었다.
성화 봉송자는 샤니아 트웨인, 시몬 휘트필드, 실켄 라우만, 알렉산드레 데스파티에, 케트리오나 레 메이 도안과 전 현직 아이스하키 선수 등 유명인사를 포함해 약 12000명으로 추정되었다.
2009년 10월 22일, 성화는 그리스의 올림피아에서 점화되었다. 영화배우 마리아 나필로토우가 그리스 주교의 교주의 역할을 했고, 포물면거울을 이용해 성화를 점화시켰다. 첫 번째 성화는 알파인 스키 선수인 바실리스 디미트리아디스가 봉송했다.

## 성화 봉송

### 성화
2010년 동계 올림픽 성화 봉송에 쓰였던 성화와 봉송식은 봄바디어 주식회사의 항공 우주 산업부가 담당했다.

### 봉송 경로
1. 10월 30일 이전: 그리스 올림피아
2. 10월 30일: 캐나다 브리티시컬럼비아주, 빅토리아의 루프
3. 10월 31일: 너나이모
4. 11월 1일: 토피노
5. 11월 2일: 코터네이 → 캠프벨 강
6. 11월 3일: 유콘 준주의 화이트호스
7. 11월 4일: 노스웨스트 준주의 이누빅
8. 11월 5일: 옐로나이프
9. 11월 6일: 앨버타주의 콜드 레이크
10. 11월 7일: 매니토바주의 톰프슨
11. 11월 8일: 누나부트 준주의 얼러트
12. 11월 9일: 이칼루이트
13. 11월 10일: 퀘벡주의 가스페
14. 11월 11일: 세틸 → 레브라도 시 → 해피 벨리 - 구즈 베이
15. 11월 12일: 세인트존스
16. 11월 13일: '세인트존스'의 루프
17. 11월 14일: 그랜드 펄스 윈저
18. 11월 15일: 채널-포트 오 바스쿠
19. 11월 16일: 노바스코샤주의 포트 호케스버리
20. 11월 17일: 트루로
21. 11월 18일: 핼리팩스
22. 11월 19일: '핼리팩스'의 루프
23. 11월 20일: 루넨부르그
24. 11월 21일: 프린스에드워드아일랜드주의 샬럿타운
25. 11월 22일: 서머사이드
26. 11월 23일: 뉴브런즈윅주의 몽크턴
27. 11월 24일: 세인트존
28. 11월 25일: 프레더릭턴
29. 11월 26일: 프레더릭턴에서 이동 안 함.
30. 11월 27일: 배터스트
31. 11월 28일: 에드먼즈턴
32. 11월 29일: 퀘벡주의 리무스키
33. 11월 30일: 퀘벡주의 바이에 코미우
34. 12월 1일: 사궤네이
35. 12월 2일: 퀘벡 시티
36. 12월 3일: 레비스
37. 12월 4일: 세인트 조지스
38. 12월 5일: 셰르브루크
39. 12월 6일: 트로이스 리비에레스
40. 12월 7일: 로궤이
41. 12월 8일: 비콘스필드
42. 12월 9일: 몽 트렘블랑
43. 12월 10일: 몬트리올
44. 12월 11일: 가티노
45. 12월 12일: 온타리오주의 오타와
46. 12월 13일: '오타와'의 루프
47. 12월 14일: 킹스톤
48. 12월 15일: 피터보로
49. 12월 16일: 오샤와
50. 12월 17일: 토론토
51. 12월 18일: 브램프턴
52. 12월 19일: 해밀턴
53. 12월 20일: 나이아가라폴스
54. 12월 21일: 브랜트포드
55. 12월 22일: 체텀 켄트
56. 12월 23일: 윈저
57. 12월 24일: 런던
58. 12월 25일: 런던에서 이동 안 함.
59. 12월 26일: 런던에서 이동 안 함.
60. 12월 27일: 키치너
61. 12월 28일: 오웬 사운드
62. 12월 29일: 배리
63. 12월 30일: 노스 베이
64. 12월 31일: 퀘벡 주의 발도르
65. 2010년 1월 1일: 온타리오 주의 티민스
66. 1월 2일: 수세인트마리
67. 1월 3일: 선더 베이
68. 1월 4일: 케노라
69. 1월 5일: 매니토바 주의 위니펙
70. 1월 6일: '위니펙'의 루프
71. 1월 7일: 포티지 라 프러리
72. 1월 8일: 브랜든
73. 1월 9일: 서스캐처원주의 리자이나
74. 1월 10일: 스위프트 커런트
75. 1월 11일: 새스커툰 → 프린스 앨버트
76. 1월 12일: 를로이드민스터
77. 1월 13일: 앨버타주의 에드먼턴
78. 1월 14일: 에드먼턴에서 이동 안 함.
79. 1월 15일: 레드 디어
80. 1월 16일: 메디슨 해트
81. 1월 17일: 레스브리지
82. 1월 18일: 크로스필드
83. 1월 19일: 에어드리
84. 1월 20일: 뱀프
85. 1월 21일: 브리티시컬럼비아주의 골든
86. 1월 22일: 크랜브루크
87. 1월 23일: 넬슨
88. 1월 24일: 오스유스
89. 1월 25일: 켈로나
90. 1월 26일: 러벌스토크
91. 1월 27일: 캠루프스
92. 1월 28일: 윌리엄스 레이크
93. 1월 29일: 프리스 조지
94. 1월 30일: 스미서스
95. 1월 31일: 포트 세인트 존
96. 2월 1일: 프린스 루퍼트
97. 2월 2일: 포트 하디
98. 2월 3일: 포웰 리버
99. 2월 4일: 스쿼미시
100. 2월 5일: 휘슬러
101. 2월 6일: 메리트
102. 2월 7일: 애버츠포드
103. 2월 8일: 서레이
104. 2월 9일: 리치먼드 → 피스 아치 → 미국 워싱턴주의 블레인
105. 2월 10일: 웨스트밴쿠버
106. 2월 11일: 밴쿠버
107. 2월 12일: BC 플레이스 경기장

## 같이 보기
- 2010년 동계 패럴림픽 성화봉송
- 2008년 하계 올림픽 성화봉송